# Plocamopherus pilatectus
Plocamopherus pilatectus is een slakkensoort uit de familie van de Polyceridae. De wetenschappelijke naam van de soort is voor het eerst geldig gepubliceerd in 1988 door Hamann & Farmer.